# Артър Пигу
Артър Сесил Пигу (на английски: Arthur Cecil Pigou) е английски икономист, представител на Кеймбриджката неокласическа школа и всепризнат продължител на идеите на Алфред Маршал. Работата му обхваща различни области на икономикса, като най-силно се интересува от икономиката на благосъстоянието, като също така разглежда и въпросите свързани с икономическите цикли, безработицата, публичните финанси и измерването на националния доход.

## Биография
Артър Пигу е роден на 18 ноември 1877 г. на остров Уайт, намиращ се южно от Графство Хампшър. След като завършва училище, през 1896 г. е приет да следва в Кингс Колидж - един от колежите на Университета в Кеймбридж, където по-късно започва своята преподавателска дейност. През 1908 г. е избран за професор по политическа икономия, след оттеглянето на неговия учител Алфред Маршал и заема този пост до 1943 г.
Пигу има разностранни интереси – участва във философски дискусии, занимава се с въпросите на изкуството и общественото благосъстояние. В неговите изследвания централна роля играе понятието национален доход, но определението му предизвиква сериозни възражения. Според Пигу благосъстоянието е състояние на човешките чувства, а това състояние може да се измерва количествено и зависи от човешката удовлетвореност. Това означава, че колкото повече или колкото по-добре са удовлетворени човешките чувства, толкова благосъстоянието е по-високо.
Освен с изучаването на аспектите, свързани с икономическата и социалната политика, Пигу също така се занимава и с теоретични изследвания и получава широко признание за работата си върху икономическата теория на благосъстоянието. Според него като цел на икономическата наука трябва да се изведе подобряването на живота. През 1912 г. публикува една от най-значимите си творби „Богатство и благосъстояние“, която по-късно преработва под заглавието „Политическа икономия на благосъстоянието“ (1920 г.). В частност Пигу е отговорен за разграничението между частните и публичните пределни разходи. Той поражда идеята, че правителствата могат, чрез комбинация от данъци и субсидии, да направляват процесите в пазарната система.

## Избрани творби
- Политическа икономия на благосъстоянието (1920)
- Политическа икономия на войната (1922)
- Теория на безработицата (1933)
- Обща теория на Кейнс: Ретроспективен поглед (1936)
- Заетост и равновесие (1943)